# Night & Day (須藤あきらのアルバム)
『Night & Day』（ナイト・アンド・デー）は、須藤あきらの2枚目のアルバム。

## 内容
須藤あきら名義の全体のアルバムの中では最大のヒット作となった。しかし、オリコンチャート100位以内に入ったアルバムは本作で最後となった。

## 収録曲
全曲作詞：須藤あきら
1. 太陽の輝く夢
作曲・編曲：Haward Killy
  - 3枚目のシングル「うらはら」のカップリング曲。
2. 夢だけじゃ終わらない
作曲・編曲：Haward Killy
  - 2枚目のシングル。テレビ朝日系『Jリーグ A GO GO』エンディングテーマ。
3. いいじゃない
作曲：Haward Killy　編曲：小泉誠司
4. 私が贈ったラブソング
作曲：小泉誠司　編曲：Haward Killy
  - 2枚目のシングル「夢だけじゃ終わらない」のカップリング曲。映画『首都高速トライアル』挿入歌。
5. 未練
作曲・編曲：小泉誠司
6. 今月今夜
作曲：Haward Killy　編曲：小泉誠司
7. 常識をおぼえなさい
作曲・編曲：Haward Killy
8. うらはら
作曲：高橋竜　編曲：Haward Killy
  - 3枚目のシングル。日本テレビ系『発明将軍ダウンタウン』エンディングテーマ。
9. すぎゆく夏の忘れ物
作曲：野中則夫　編曲：Haward Killy
10. 限りなき愛
作曲・編曲：Haward Killy

## レコーディング参加
- Haward Killy - キーボード
- 野中則夫（BLOW） - ギター
- そうる透 - ドラム